# Jan Ruijscher
Jan Ruijscher (även Jan Ruyscher, Johannes Ruischer), född omkring 1625 i Franeker i Nederländerna, död omkring 1675 i Dresden i Sachsen, var en nederländsk grafiker, etsare och konstmålare som arbetade i Nederländerna, i Brandenburg och i Sachsen.

## Liv och arbete

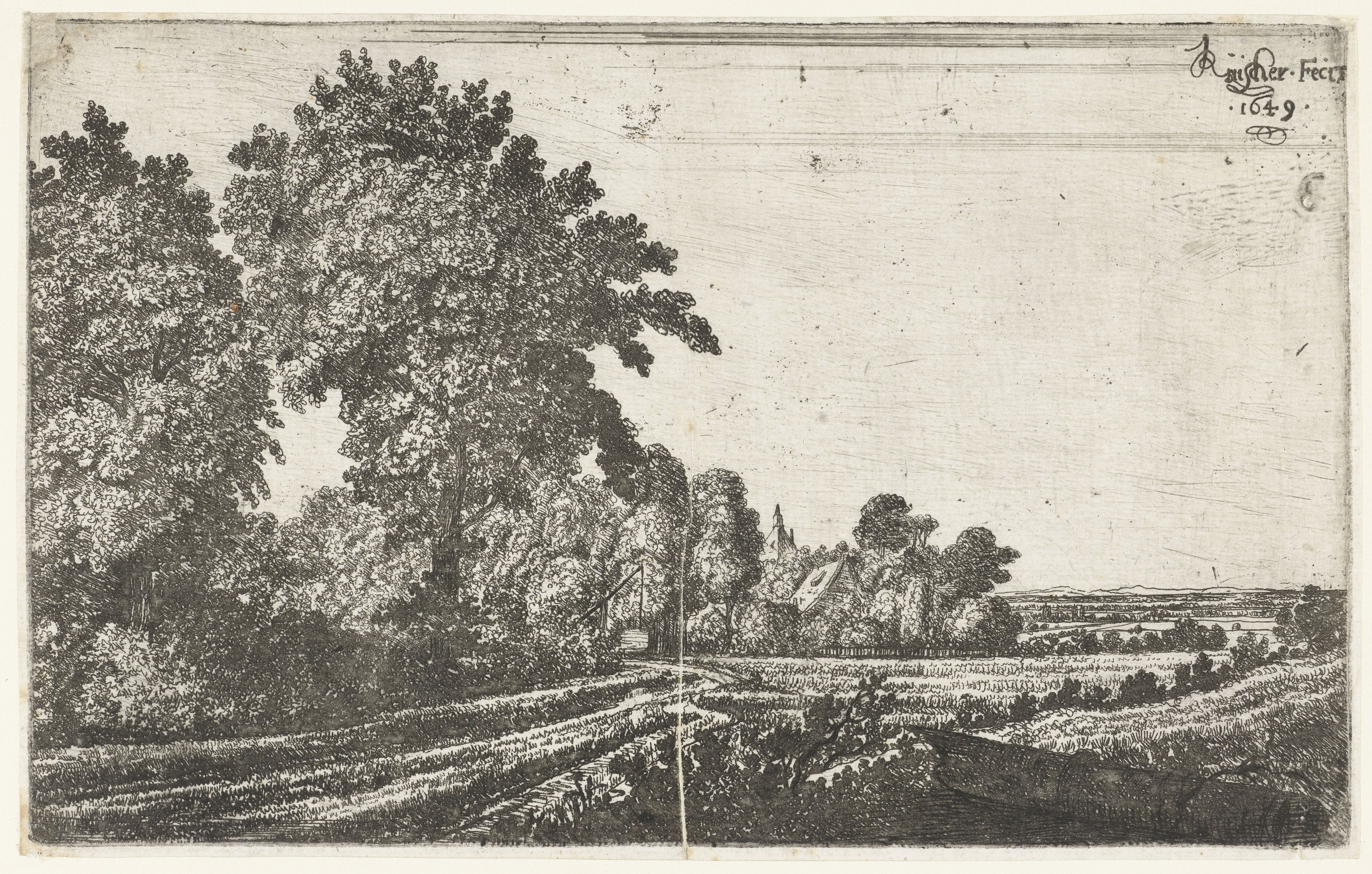
Landsväg med träd, etsning 1649. Rijksmuseum.

Jan Ruijscher var troligen son till Johann (Hans) Rauscher II (död 1632). Jan Ruijscher gifte sig i Dordrecht den 4 april 1649 med Cornelia Sabout (född 1629).
Baserat på Ruijschers målarstil antas han ha studerat vid Rembrandts skola i Amsterdam på 1640-talet. Därefter blev han influerad av konstnären Hercules Seghers och kallades därför ibland "Unge Hercules". Hans första daterade verk är etsningar från 1649. Han bodde i Dordrecht fram till 1657, men var även hovmålare vid hovet i Kleve från 1652 där han främst arbetade med landskapsmåleri.
Mellan 1657 och 1662 var han verksam vid hovet till kurfursten Fredrik Vilhelm I av Brandenburg i Berlin. Slutligen arbetade han vid Johan Georg II:s hov i kurfurstendömet Sachsen fram till sin död. Som signatur använde han bokstäverna I R.

## Representation i urval

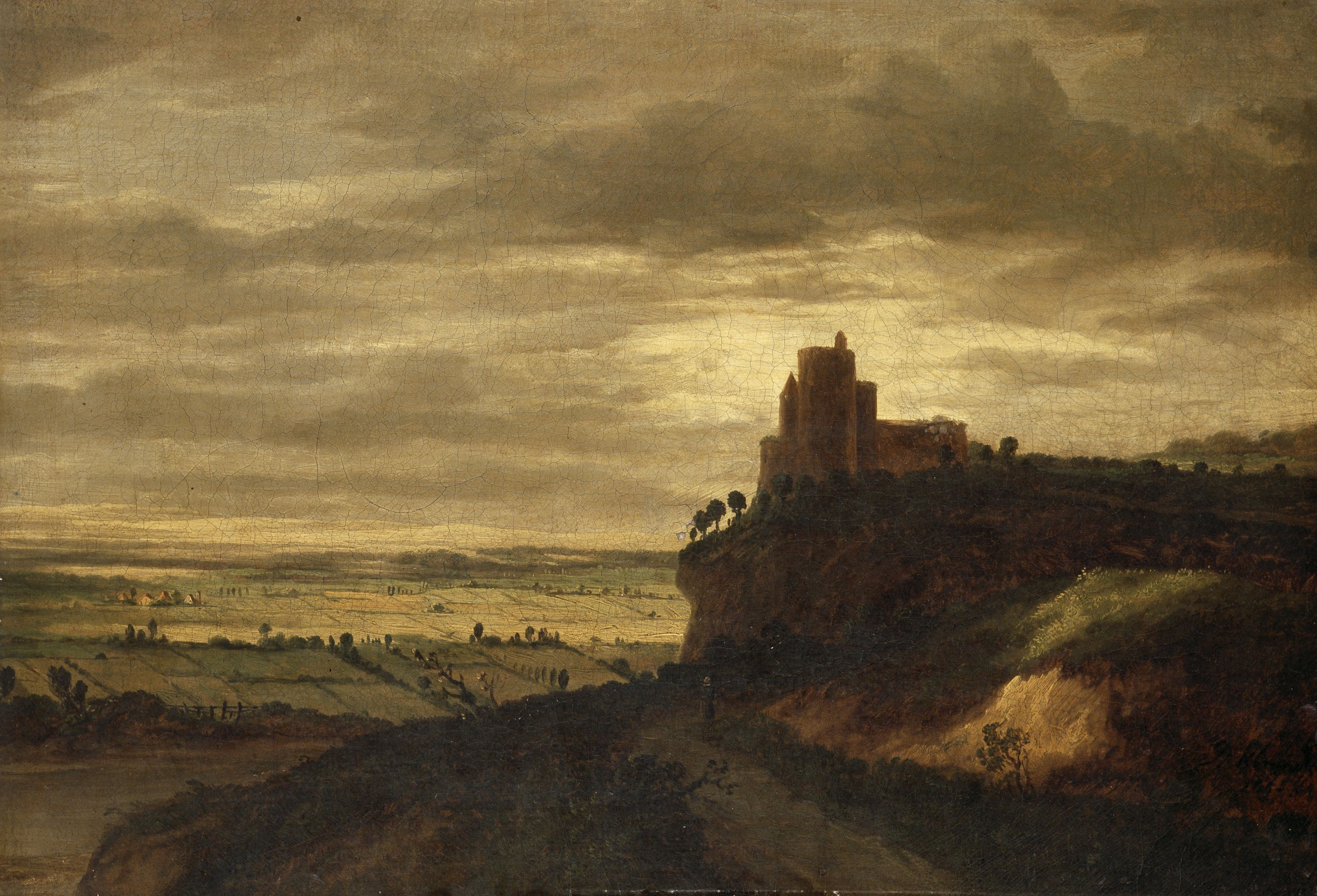
Landskapspanorama med borg, olja 1667. Museum voor Schone Kunsten.

Ruijscher är representerad bland annat vid Rijksmuseum i Amsterdam, Statens Museum for Kunst i Köpenhamn, Museum voor Schone Kunsten i Gent, samt vid Göteborgs konstmuseum. Både målningen i Gent och den i Göteborg var tidigare tillskriven den mer kände samtida konstnären Philips Koninck.

## Namnformer
Ruijscher benämns som Jan eller Johannes med olika efternamnsvarianter i samtida och modern litteratur:

- Rauscher
- Rausscher
- Rousscher
- Ruijsscher
- Ruischer
- Ruisscher
- Ruycher
- Ruyscher
- Ruysscher
- Jonge Hercules